# Bergenia stracheyi
Bergenia stracheyi là một loài thực vật có hoa trong họ Saxifragaceae. Loài này được (Hook.f. & Thomson) Engl. miêu tả khoa học đầu tiên năm 1868.